# Bauhinia roxburghiana
Bauhinia roxburghiana är en ärtväxtart som beskrevs av Voigt. Bauhinia roxburghiana ingår i släktet Bauhinia och familjen ärtväxter. Inga underarter finns listade i Catalogue of Life.